# Liste der Kulturdenkmäler in Rödermark
Die folgende Liste enthält die in der Denkmaltopographie ausgewiesenen Kulturdenkmäler auf dem Gebiet  der  Stadt Rödermark, Landkreis Offenbach, Hessen.
Hinweis: Die Reihenfolge der Denkmäler in dieser Liste orientiert sich zunächst an Stadtteilen und anschließend der Anschrift, alternativ ist sie auch nach der Bezeichnung oder der Bauzeit sortierbar.
Kulturdenkmäler werden fortlaufend im Denkmalverzeichnis des Landes Hessen durch das Landesamt für Denkmalpflege Hessen auf Basis des Hessischen Denkmalschutzgesetzes (HDSchG) geführt. Die Schutzwürdigkeit eines Kulturdenkmals hängt nicht von der Eintragung in das Denkmalverzeichnis des Landes Hessen oder der Veröffentlichung in der Denkmaltopographie ab.

Das Vorhandensein oder Fehlen eines Objekts in dieser Liste ist keine rechtsverbindliche Auskunft darüber, ob es Kulturdenkmal ist oder nicht: Diese Liste entspricht möglicherweise nicht dem aktuellen Stand der offiziellen Denkmaltopographie. Diese ist für Hessen in den entsprechenden Bänden der Denkmaltopographie Bundesrepublik Deutschland und im Internet unter DenkXweb – Kulturdenkmäler in Hessen einsehbar. Auch diese Quellen sind, obwohl sie durch das Landesamt für Denkmalpflege Hessen aktualisiert werden, nicht immer aktuell, da es im Denkmalbestand immer wieder Änderungen gibt.
Eine verbindliche Auskunft erteilt allein das Landesamt für Denkmalpflege Hessen.
Nutze diese Kartenansicht, um Koordinaten in der Liste zu setzen. In dieser Kartenansicht sind Kulturdenkmale ohne Koordinaten mit einem roten bzw. orangen Marker dargestellt und können in der Karte gesetzt werden. Kulturdenkmale ohne Bild sind mit einem blauen bzw. roten Marker gekennzeichnet, Kulturdenkmale mit Bild mit einem grünen bzw. orangen Marker.

## Kulturdenkmäler nach Ortsteilen

### Messenhausen
| Bild           | Bezeichnung            | Lage                                                        | Beschreibung                                                              | Bauzeit | Objekt-Nr. |
| -------------- | ---------------------- | ----------------------------------------------------------- | ------------------------------------------------------------------------- | ------- | ---------- |
| weitere Bilder | Dreifaltigkeitskapelle | Messenhausen, Kapellenstraße 40 LageFlur: 1, Flurstück: 121 | Schlichte, verputzte Wegekapelle mit asymmetrischem, offenem Glockenturm. | 1820    | 42199 DDB  |

### Ober-Roden
| Bild                                               | Bezeichnung                          | Lage | Beschreibung | Bauzeit                                                                          | Objekt-Nr. |
| -------------------------------------------------- | ------------------------------------ | --- | --- | -------------------------------------------------------------------------------- | ---------- |
| weitere Bilder                                     | Friedhofskapelle                     | Ober-Roden, Beim Kirchhof LageFlur: 7, Flurstück: 281                                                             | Schlichte, neugotische Friedhofskapelle mit grottenartiger Mosaikverkleidung im Inneren. | Mitte 19. Jahrhundert                                                            | 42208 DDB  |
| Friedhofskreuz · Friedhofskreuz                    | Friedhofskreuze                      | Ober-Roden, Beim Kirchhof LageFlur: 7, Flurstück: 281                                                             | Größeres Friedhofskreuz aus Sandstein mit Gusskorpus, auf Sockel mit Fries stehend. Es trägt die Inschrift 1842. Kleineres Friedhofskreuz aus hellem Sandstein mit kleinem Sandsteinkorpus, kleeblattartigen Enden und einem Kelch am Fuß. Auf Sockel stehend, der die Inschrift 1854 trägt. | 1842, 1854                                                                       | 42209 DDB  |
| Altes Rathaus                                      | Altes Rathaus                        | Ober-Roden, Dieburger Straße 13-15 LageFlur: 1, Flurstück: 155/1                                                  | Ehemalige Schule, ab 1910 Rathaus. Klassizistischer, zweigeschossiger, siebenachsiger Putzbau mit flachem Satteldach und auffälligem Rundbogeneingang mit Torgitter. | 1886                                                                             | 42201 DDB  |
| weitere Bilder                                     | Bahnhof                              | Ober-Roden, Dieburger Straße 69 LageFlur: 19, Flurstück: 713/35                                                   | Doppelgeschossiger Bau mit beidseitigen Zwillingsgiebeln auf H-förmigem Grundriss, nachträglich verputzt. | 1896                                                                             | 924014 DDB |
| weitere Bilder                                     | Evangelische Gustav-Adolf-Kirche     | Ober-Roden, Dieburger Straße 102 LageFlur: 19, Flurstück: 559/1                                                   | Natursteinsichtiges, im Straßenverlauf zurückgesetztes Kirchengebäude auf T-förmigem Grundriss. Bestehend aus kleinem Eingangsvorbau, langgestrecktem sattelbedachten Schiff und querschiffartigem Chorturm mit spitzer Turmnadel. | 1928/29                                                                          | 784150 DDB |
| Fachwerkwohnhaus                                   | Wohnhaus                             | Ober-Roden, Dockendorffstraße 7 LageFlur: 1, Flurstück: 82                                                        | Giebelständiges Fachwerkwohnhaus in Kniestockbauart. Fachwerk stellenweise verändert und rückwärtig massiv ersetzt. Ensemblewirkung mit Nr. 9/11. | 18. Jahrhundert                                                                  | 42202 DDB  |
| Giebelständiges Wohnhaus                           | Wohnhaus                             | Ober-Roden, Dockendorffstraße 9/11 LageFlur: 1, Flurstück: 83                                                     | Giebelständiges Fachwerkwohnhaus einer kleinen Hofreite. Fachwerk der Giebelseite im Erdgeschoss massiv ersetzt. Ensemblewirkung mit Nr. 7. | 18. Jahrhundert                                                                  | 42203 DDB  |
| Sachgesamtheit Wohnanlage für Eisenbahnbedienstete | Wohnanlage für Eisenbahnbedienstete  | Ober-Roden, Eisenbahnstraße 14–17 LageFlur: 19, Flurstück: 713/39, 713/40, 713/41, 713/42, 713/43, 713/44, 713/45 | Sachgesamtheit bestehend aus zwei Mehrfamilienhäusern und einem Stallgebäude. Gebäude Nr. 14-16: Backsteingebäude auf Sandsteinsockel mit ornamental gegliedertem Mauerwerk in Brüstungsbereichen und ausgebautem Dach mit Zwerchhaus, Krüppelwalmen und Freigesperren. Gebäude Nr. 15-17: Dreigeschossiger Putzbau auf Sandsteinsockel mit aufwändiger Fassadengliederung durch roten Backstein, Blendarkaden und Lisenen. Stallgebäude: Anderthalbgeschossiger Nutzbau mit Krüppelwalmdach und Dachbekrönung. | Um 1890, 1907 Erweiterung                                                        | 782763 DDB |
| weitere Bilder                                     | Katholische Pfarrkirche St. Nazarius | Ober-Roden, Frankfurter Straße 2 LageFlur: 1, Flurstück: 187/2                                                    | Neugotisches dreischiffiges Kirchengebäude mit seitlichem hohem Turm mit Spitzhelm und auffälligem Sandstein-Sichtmauerwerk. Erbaut nach Plänen von Josef Röder. | 1894/96                                                                          | 42204 DDB  |
| Kriegerdenkmal                                     | Kriegerdenkmal                       | Ober-Roden, Frankfurter Straße (bei Nr. 2) LageFlur: 1, Flurstück: 187/2                                          | Kriegerdenkmal in Obeliskform aus rotem Sandstein mit Inschrift und Relief aus Kranz und Schwert. Kein Einzeldenkmal im Denkmalverzeichnis, zur katholischen Kirche gehörend. | 1870/71                                                                          | 42204 DDB  |
| Kreuz                                              | Kreuz                                | Ober-Roden, Frankfurter Straße (bei Nr. 30) LageFlur: 2, Flurstück: 150                                           | Barockes Kreuz mit Pietà. Sandstein-Aufsatz mit einfachen Figuren, Voluten, Muschel und Kreuz mit Kleeblattenden, auf geschweiftem Sandsteinsockel mit Eckvoluten, Ornament und Inschrift stehend. | 19 MAY 1768 Inschrift                                                            | 42205 DDB  |
| Fachwerkwohnhaus                                   | Wohnhaus                             | Ober-Roden, Glockengasse 18 LageFlur: 1, Flurstück: 134                                                           | Giebelständiges Wohnhaus mit massivem Erdgeschoss und Fachwerkaufbau hinter Holzverschindelung. | 18. Jahrhundert                                                                  | 42206 DDB  |
| Fachwerkwohnhaus                                   | Wohnhaus                             | Ober-Roden, Heitkämperstraße 6 LageFlur: 1, Flurstück: 168/1                                                      | Traufständiges Fachwerkwohnhaus. Fachwerk ohne Schmuckformen, auch im Erdgeschoss vorhanden, aber stellenweise gestört. | Ende 18. Jahrhundert                                                             | 42207 DDB  |
| weitere Bilder                                     | Sandstein                            | Ober-Roden, Im Kappenwald LageFlur: 9, Flurstück: 1/23                                                            | Grenzstein mit der Aufschrift PCT TRG ORD II, bei der Landesvermessung im Großherzogtum Hessen-Darmstadt gesetzt. | 1800/10                                                                          | 784091 DDB |
| Gesamtanlage Pfarrgasse 7–9                        | Gesamtanlage Pfarrgasse 7–9          | Ober-Roden, Pfarrgasse 7–9 LageFlur: 1, Flurstück: 214, 215                                                       | Großräumige Hofanlage mit zwei giebelständigen Fachwerkwohnhäusern mit Krüppelwalmdach und einem mit Basaltsteinen gepflasterten Hof. Nach hinten durch Stallungen und Satteldachscheunen begrenzt. | Nr. 7: 1793; Nr. 9: 17. Jahrhundert, Giebelwand und Erdgeschoss um 1900 erneuert | 924013 DDB |
| Kleinbauernhofreite                                | Wohnhaus                             | Ober-Roden, Pfarrgasse 7 LageFlur: 1, Flurstück: 215                                                              | Eingeschossiges Fachwerkwohnhaus einer Kleinbauernhofreite mit kleinem Krüppelwalm. Fachwerk mit Eckverstrebung in K-Form. | 1793                                                                             | 42210 DDB  |
| Fachwerkwohnhaus                                   | Wohnhaus                             | Ober-Roden, Schulstraße 9 LageFlur: 1, Flurstück: 36/3                                                            | Giebelständiges Fachwerkwohnhaus mit altertümlichen Fachwerkkonstruktionselementen. | Um 1700                                                                          | 42211 DDB  |
| weitere Bilder                                     | Trinkbornschule                      | Ober-Roden, Trinkbrunnenstraße 15 LageFlur: 19, Flurstück: 205/2                                                  | Zwei- bis dreigeschossiger Schulbau in Heimatschutzarchitektur mit vielfältigen Elementen (z. B. Fachwerk, Krüppelwalm, Biberschwanzdeckung und Dachreiter). | 1900, 1909 und 1954 erweitert                                                    | 42212 DDB  |

### Urberach
| Bild                                         | Bezeichnung                        | Lage                                                                             | Beschreibung | Bauzeit                                 | Objekt-Nr. |
| -------------------------------------------- | ---------------------------------- | -------------------------------------------------------------------------------- | --- | --------------------------------------- | ---------- |
| Ehemalige Hofreite                           | Wohnhaus                           | Urberach, Bahnhofstraße 8 LageFlur: 1, Flurstück: 358/1                          | Giebelständiges Wohnhaus einer ehemaligen Hofreite. Fachwerk vereinzelt erneuert, nur geringfügig gestört. | 18. Jahrhundert                         | 42214 DDB  |
| Bahnhof                                      | Bahnhof                            | Urberach, Bruchwiesenstraße 1 LageFlur: 1, Flurstück: 490/16                     | Typenbau auf T-förmigem Grundriss mit im Nordwesten anschließenden Güterschuppen. | 1908                                    | 924015 DDB |
| Gasthaus Zum Goldenen Löwen                  | Gasthaus Zum Goldenen Löwen        | Urberach, Darmstädter Straße 2 LageFlur: 1, Flurstück: 692/3                     | Gasthaus mit aufwändigem Schmuckfachwerk. Westliche Traufseite rückwärtig massiv erneuert. | Um 1717                                 | 42215 DDB  |
| Giebelständiges Fachwerkwohnhaus             | Wohnhaus                           | Urberach, Darmstädter Straße 17 LageFlur: 1, Flurstück: 85                       | Giebelständiges Fachwerkwohnhaus mit Krüppelwalmdach. Fachwerk weitgehend vollständig erhalten. | Ende 17. Jahrhundert                    | 42216 DDB  |
| Kelterscheune                                | Scheune und Kelterei               | Urberach, Darmstädter Straße 18 LageFlur: 1, Flurstück: 722/4                    | L-förmiges Gebäudeensemble bestehend aus Bruchsteinscheune (Kelterei) und ehemaliger Zehntscheune. Kelterei aus Rotliegendem errichtet mit Krüppelwalmdach. Ehem. Zehntscheune eingeschossig mit Bruchsteinmauern und freiliegendem Fachwerkgebälk, heute umgebaut für Kulturzwecke. | Um 1830                                 | 784090 DDB |
| Kreuz an den Linden                          | Kreuz an den Linden                | Urberach, Darmstädter Straße (bei Nr. 42) LageFlur: 1, Flurstück: 765/2          | Kreuz mit Pietà. Sandstein-Aufsatz mit einfachen Figuren, Muschelnische und Kreuz mit Kleeblattenden, auf geschweiftem Sandsteinsockel mit Inschrift stehend. | 1770                                    | 42217 DDB  |
| Sühnekreuz                                   | Steinkreuz                         | Urberach, Darmstädter Straße (bei Nr. 42) LageFlur: 1, Flurstück: 765/2          | Sühnekreuz mit kurzen Armen aus rotem Sandstein, ggf. versetzt an diesen Standort. | Eingrenzung auf 13. bis 16. Jahrhundert | 42218 DDB  |
| Fachwerkdoppelhaus                           | Wohnhaus                           | Urberach, Erlengasse 3 LageFlur: 1, Flurstück: 715/1                             | Fachwerkdoppelhaus mit nahezu symmetrischer Einteilung. Nördlich gerader Giebel, südlich Krüppelwalm. | 18. Jahrhundert                         | 42219 DDB  |
| Sühnekreuz                                   | Sühnekreuz                         | Urberach, Erlengasse 5 (Häfnerplatz), Erlengasse 7 LageFlur: 1, Flurstück: 709/1 | Sandsteinkreuz mit kurzen Armen und Relief einer Zimmermannsaxt. Ursprünglich aus mehreren Kreuzen bestehend, das zweite Kreuz wurde 1978 in den Hessenpark in Neu-Anspach versetzt. Das dritte Kreuz ab 1932 verschollen.                                                           |                                         | 784089 DDB |
| Friedhofskreuz                               | Friedhofskreuz                     | Urberach, Friedhofstraße 30, Friedhof LageFlur: 2, Flurstück: 132/2              | Sandsteinkreuz mit Gusskorpus, auf Postament mit Inschrift stehend. | 1842, 1985 renoviert                    | 42220 DDB  |
| Fachwerkwohnhaus                             | Wohnhaus                           | Urberach, Ratsgasse 5 LageFlur: 1, Flurstück: 10                                 | Giebelständiges Fachwerkwohnhaus des konstruktiven Typs. Ensemblewirkung mit fast baugleichem Nachbargebäude Nr. 7. | Nach 1775                               | 42221 DDB  |
| Fachwerkwohnhaus                             | Wohnhaus                           | Urberach, Ratsgasse 7 LageFlur: 1, Flurstück: 11                                 | Giebelständiges Fachwerkwohnhaus mit massiv erneuertem Erdgeschoss. Ensemblewirkung mit fast baugleichem Nachbargebäude Nr. 5. | Nach 1775                               | 42222 DDB  |
| weitere Bilder                               | Katholische Pfarrkirche St. Gallus | Urberach, Traminer Straße 2 LageFlur: 1, Flurstück: 379/1                        | Schlichter klassizistischer Saalbau, nach Plänen von Georg Moller errichtet. | 1821/23                                 | 42223 DDB  |
| weitere Bilder                               | Evangelische Kirche St. Petrus     | Urberach, Wagnerstraße 35 LageFlur: 19, Flurstück: 261                           | Sattelbedachtes, weiß verputztes Kirchengebäude auf längsrechteckigem Grundriss mit Turm im Nordwesten. | 1955/56                                 | 784156 DDB |
| Messeler Rottstücke (Grenz- und Meilenstein) | Grenz- und Meilenstein             | Urberach, Messeler Rottstücke (L 3097) LageFlur: 16, Flurstück: 2/6              | Zylinderförmiger, sich oben leicht verjüngender Stein, auf rundem Sandsteinsockel stehend. Die erneuerte Farbfassung zeigt die Wappen von Messel und Urberach. | Beginn 19. Jahrhundert                  | 42224 DDB  |